# تنقيل

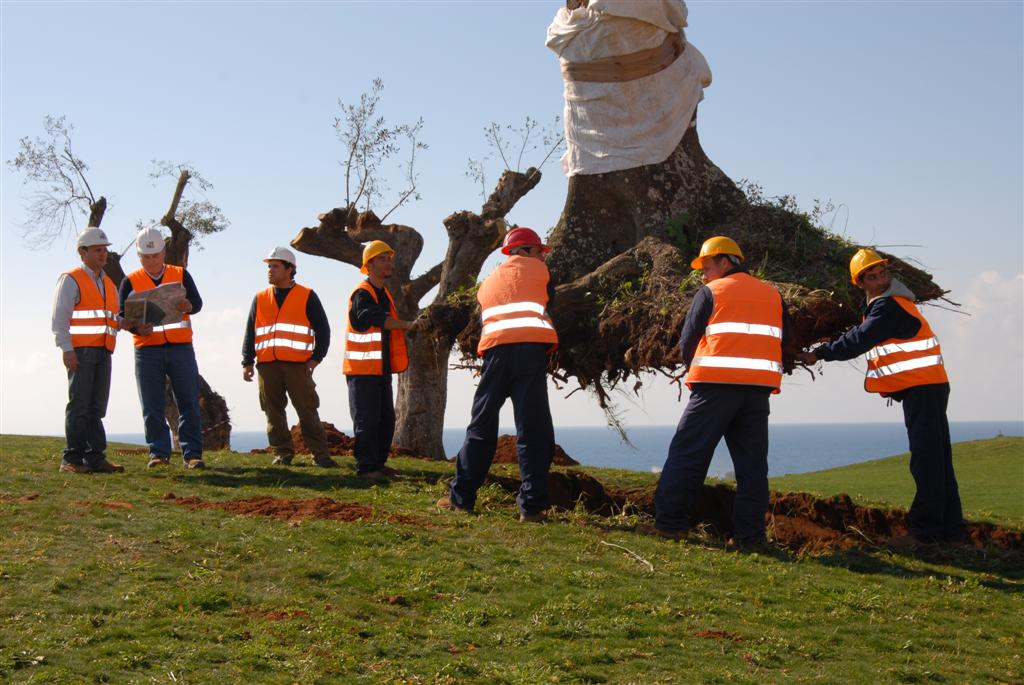
نقل شجرة زيتون في اليونان

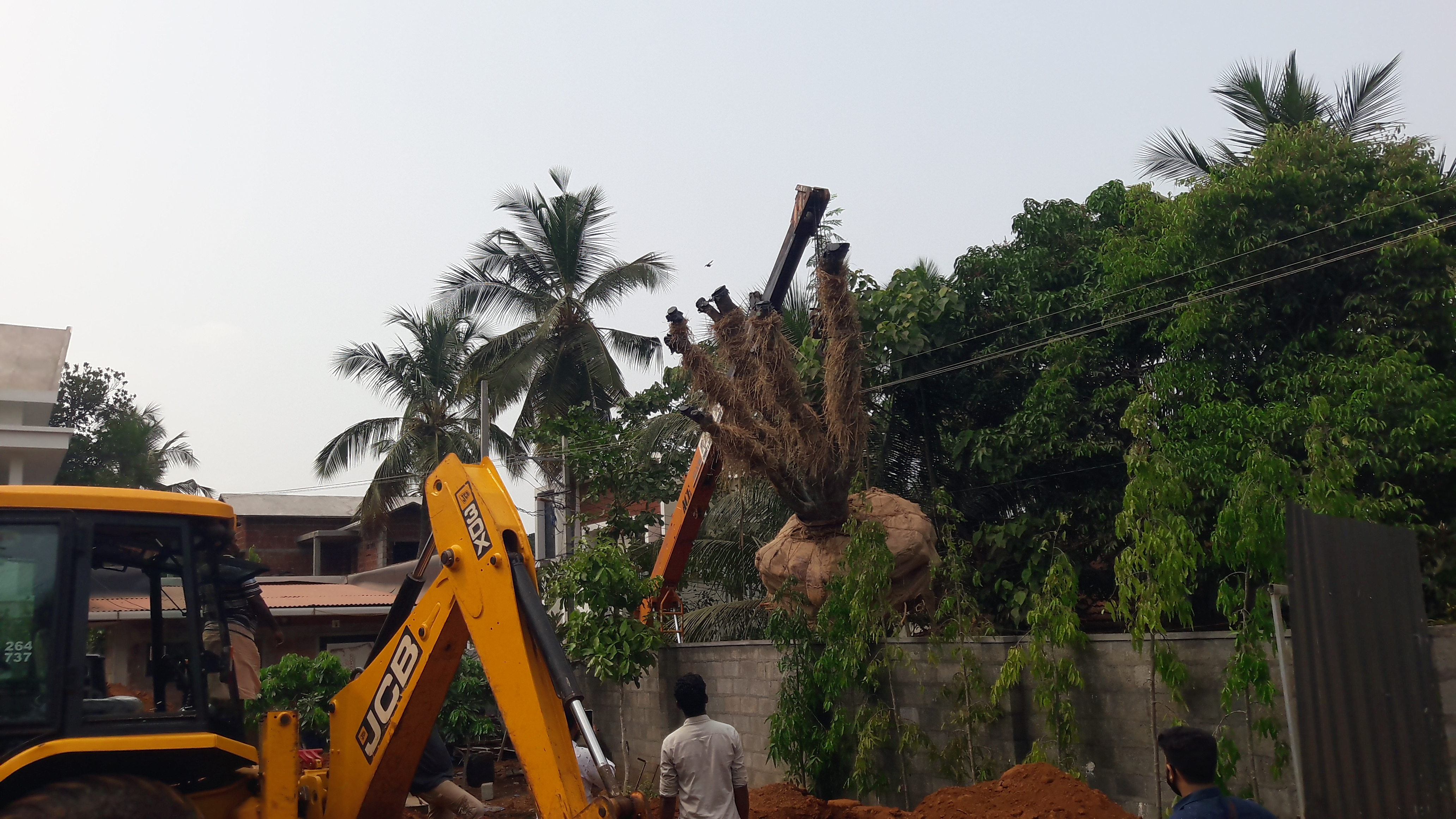
زرع شجرة الهند

التنقيل أو الازدراع أو تبديل الأصيص أو تغيير المركن في الزراعة والبستنة هو نقل النبات من مكان إلى آخر. قد يكون النقل من أصيص إلى آخر أو من مزرعة أو مشتل إلى مكان آخر. ينمو النبات من البذور في الظروف المثلى، كما هو الحال في دفيئة أو مشتل محمي، ثم تنقل لتزرع في مكان آخر يكون في الهواء الطلق. هذا الأمر منتشرٌ في سوق البستنة.
هناك عدة أهداف لعملية التنقيل منها:
- تمديد فترة الزراعة، حيث يمكن زراعة المحاصيل في البيوت البلاستيكة أو المشاتل ثم نقلها إلى الأرض الرئيسة.
- العناية بالنباتات الصغيرة بشكل أفضل من الافات والأمراض.
- زيادة نسبة الإنبات وتقليل كمية البذور من خلال العناية الفائقة في المشتل.